# Show and Prove
Show and Prove è l'album discografico di debutto del rapper di Pittsburgh Wiz Khalifa. È stato pubblicato il 5 settembre 2006, preceduto dal singolo Pittsburgh Sound.

## Tracce
1. Intro – 0:26
2. All in My Blood (Pittsburgh Sound) – 3:32
3. Bout Mine – 4:22
4. I Choose You – 3:44
5. Damn Thing – 3:58
6. Keep the Conversation – 4:09 – con Boaz
7. Stay in Ur Lane – 3:42
8. Stand Up – 3:46 – con Kev da Hustla
9. Too Late – 4:50
10. I'm Gonna Ride – 3:24
11. Gotta Be a Star (Remix) – 4:33 – con Johnny Juliano & S. Money
12. Let Em Know – 3:43
13. Sometimes – 4:21 – Vali Porter
14. Locked & Loaded – 3:58 – Kev da Hustla
15. Burn Sumthin – 3:50
16. Crazy Since the 80s – 4:41
17. History in the Making – 7:07